# José Manuel López Rodríguez
José Manuel López Rodríguez (* 21. Februar 1940 in Caboalles de Abajo (Kastilien und León)) ist ein ehemaliger spanischer Radrennfahrer und nationaler Meister im Radsport.

## Sportliche Laufbahn
López Rodríguez war Teilnehmer der Olympischen Sommerspiele 1964 in Tokio. Das olympische Straßenrennen beendete er beim Sieg von Mario Zanin auf dem 5. Platz. Im Mannschaftszeitfahren wurde Spanien mit José Ramón Goyeneche, José Manuel López Rodríguez, Mariano Díaz, und Luis Pedro Santamarina auf dem 8. Rang klassiert.
Bei den Mittelmeerspielen 1963 in Neapel gewann er die Bronzemedaille im Mannschaftszeitfahren. Als Amateur gewann er 1961 fünf Etappen der Vuelta a Guatemala und beendete das Etappenrennen auf dem 3. Gesamtrang. 1964 siegte er in der nationalen Meisterschaft im Straßenrennen. 1965 gewann er die Etappenrennen Circuit Cycliste Sarthe und Tour des Crombrailles in Frankreich. Er verteidigte seinen Titel im Straßenrennen erfolgreich. Bei den UCI-Straßen-Weltmeisterschaften gewann er mit Mariano Díaz, Domingo Perurena und José Manuel Lasa die Silbermedaille im Mannschaftszeitfahren hinter dem siegreichen Straßenvierer aus Italien.
Von 1965 bis 1972 war er als Berufsfahrer aktiv. Er begann im Radsportteam Ferrys und blieb während seiner gesamten Laufbahn bei spanischen Mannschaften unter Vertrag. 1966 gewann er die Katalonische Woche vor Antonio Gómez Del Moral, eine Etappe der Vuelta a Levante sowie die Eintagesrennen Gran Premio de Llodio und Trofeo Doctor Assalit. 1968 holte er zwei Etappensiege in der Vuelta a Levante und war im Gran Premio Navarra erfolgreich. 1969 hatte er mit einem Etappensieg in der Vuelta a España einen herausragenden Erfolg. Dazu kamen Siege im Gran Premio Vittoira und eine Etappe der Vuelta a Levante. 1970 gelangen ihm Etappensiege in der Vuelta a Levante und in der Vuelta Ciclista a la Rioja. Die Serie von Etappenerfolgen in der Vuelta a Levante konnte er 1971 fortsetzen. Er gewann auch die Gesamtwertung der Rundfahrt vor Luis Ocaña. In der Katalonischen Woche holte er einen Tagessieg. In der Saison 1972 gewann er die Trofeo Elola. Auf der Bahn gewann er 1970 das Sechstagerennen von Madrid.
Er bestritt alle Grand Tours.

## Grand-Tour-Platzierungen
| Grand Tour            | 1966 | 1967 | 1968 | 1969 | 1970 | 1971 | 1972 |
| --------------------- | ---- | ---- | ---- | ---- | ---- | ---- | ---- |
| Vuelta a EspañaVuelta | 15   | 6    | 16   | 15   | 47   | 38   | 34   |
| Giro d’ItaliaGiro     | –    | –    | DNF  | –    | –    | –    | –    |
| Tour de FranceTour    | 41   | 33   | –    | 22   | –    | 52   | –    |